# Fantastic Four: Rise of the Silver Surfer (videojuego)
Fantastic Four: Rise of the Silver Surfer es un videojuego de 2007 basado en la película del mismo nombre y está protagonizado por los personajes de Fantastic Four y el Silver Surfer de Marvel Comics publicado por 2K Games. Es una secuela del videojuego de 2005 Fantastic Four, basado en la película del mismo nombre.

## Jugabilidad
El juego le permite al jugador asumir el papel de cualquier miembro del equipo Fantastic Four y cambiar de personaje en cualquier momento. Cada uno de los personajes tiene una habilidad especial:
- Reed Richards/Mister Fantastic tiene la capacidad de cambiar su cuerpo a un estado súper maleable, lo que le permite estirarse o remodelar su forma física a su voluntad.[2]
- Susan Storm/Invisible Woman posee la capacidad de doblar luz y finalmente volverse invisible (total o parcialmente) a voluntad. Ella también tiene poderes telequinéticos y la habilidad de proyectar energía de fuerza de su cuerpo.[3]
- Johnny Storm/Human Torch puede manipular el fuego. Por lo general, permite que todo su cuerpo se vea envuelto en llamas, ya que su cuerpo puede soportar los niveles más altos de calor. También puede volar.[4]
- Ben Grimm/The Thing es increíblemente fuerte y con una piel más fuerte que los diamantes. Ben Grimm también puede transportar objetos pesados con facilidad.[5]

Durante el juego, el jugador se enfrenta a enemigos del universo Fantastic Four, como Silver Surfer, Terrax, Red Ghost, Super-Skrull y Doctor Doom.
Además de las misiones con todo el equipo, hay varias misiones en solitario durante el juego, como Human Torch persiguiendo a Silver Surfer a través de Nueva York y Sue Storm usando sus poderes de invisibilidad para escabullirse a través de una base militar.
El juego también permite el uso de ataques fusionados, lo que le da al jugador la capacidad de combinar poderes para realizar nuevos movimientos. Hay 12 movimientos diferentes en el juego, uno con cada combinación de miembros del equipo. Un ejemplo es Sue creando un campo de energía y Johnny llenándolo de llamas, creando efectivamente una bomba. Otro es Ben cargando hacia las hordas enemigas y Sue proyectando cuchillas telequinéticas giratorias a su alrededor.

## Recepción
Daniel Wilks de Hyper elogió el juego por "ser mejor que Pirates of the Caribbean: At World's End". Sin embargo, lo criticó por ser "aburrido, repetitivo y flojo".